# Polichne mukonja
Polichne mukonja är en insektsart som beskrevs av Griffini 1908. Polichne mukonja ingår i släktet Polichne och familjen vårtbitare. Inga underarter finns listade i Catalogue of Life.